# Gilbert (police de caractères)
Pour les articles homonymes, voir Gilbert.
Gilbert est une police de caractères sans empattement, créée en 2017 pour honorer la mémoire de Gilbert Baker, le créateur du Rainbow Flag. 

## Description
Elle est spécialement conçue pour des slogans pour des rassemblements et des manifestations, telles que les Marche des fiertés. Il fait partie de l’initiative TypeWithPride, une collaboration entre NewFest, NYC Pride, Ogilvy et Fontself,,.
Cette police a deux fontes, à savoir Bold et Color Bold. La fonte Color Bold est une version colorée de Bold. Elle a été réalisée en couleurs avec OpenType SVG. Elle est incluse dans Adobe Fonts depuis 2019 sous la licence SIL Open Font License (OFL),,. Une version animée a été réalisée par Animography.

## Galerie

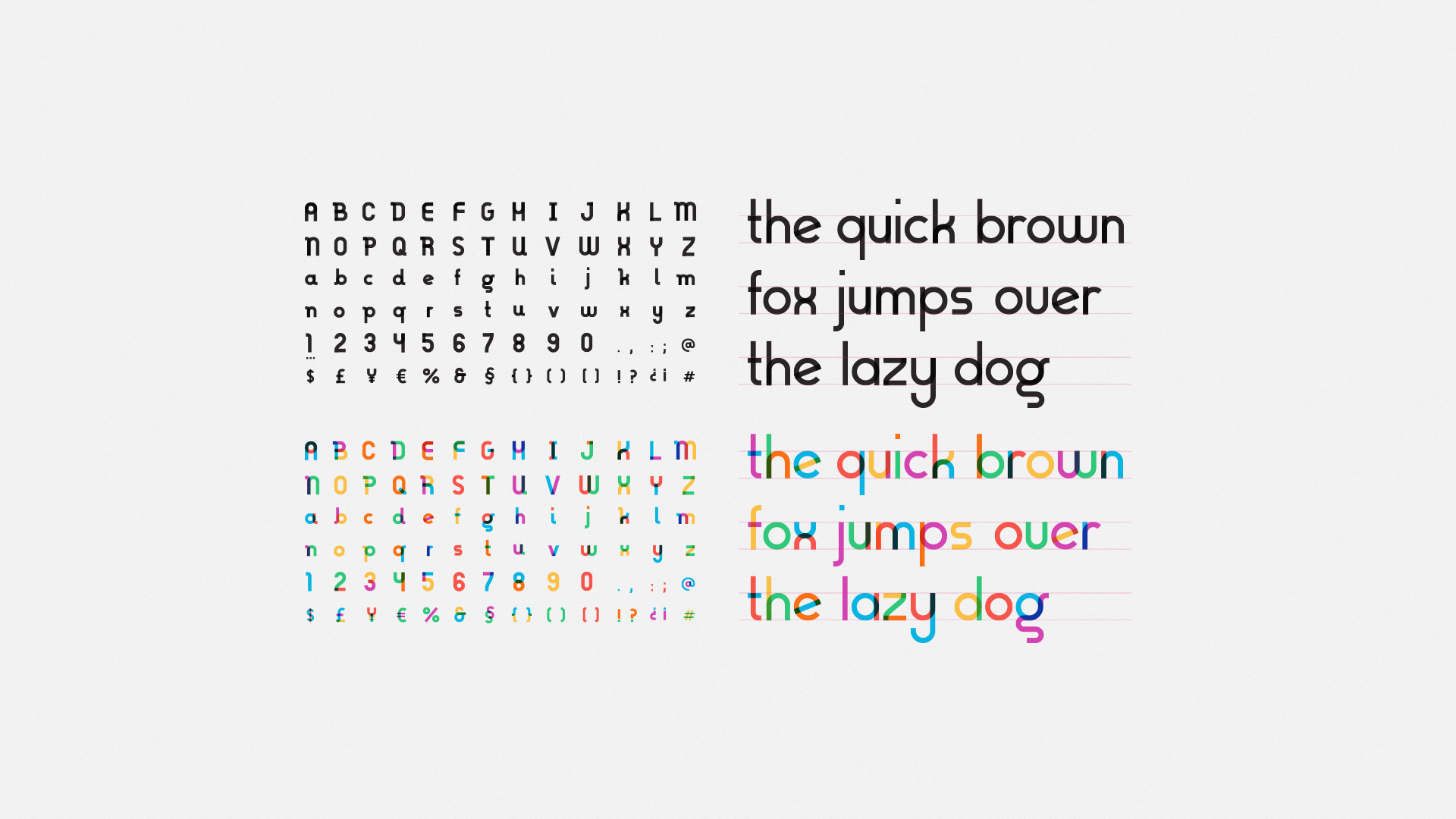
Exemple de Gilbert Color Bold.
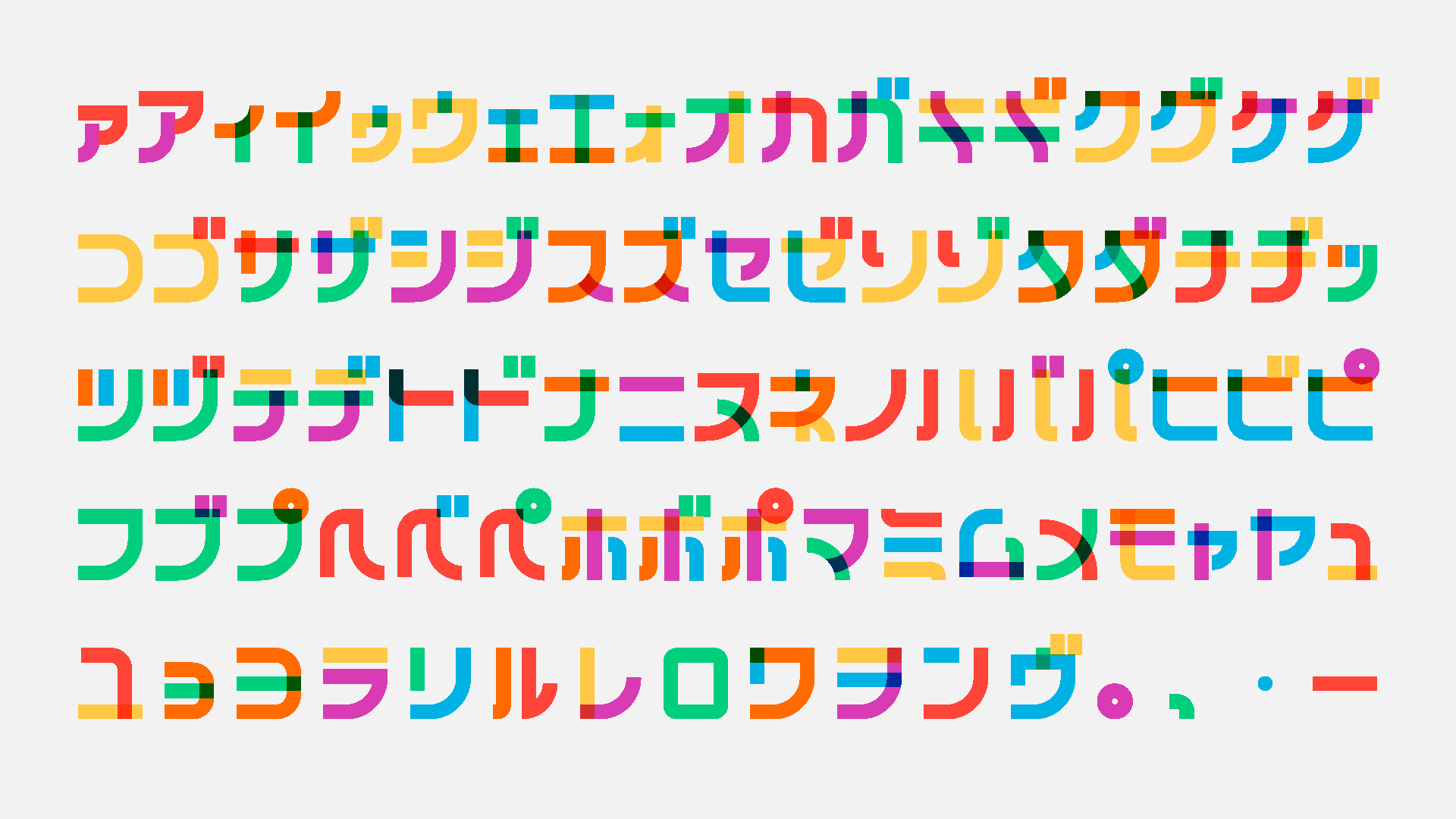
Katakana (caractères japonais).
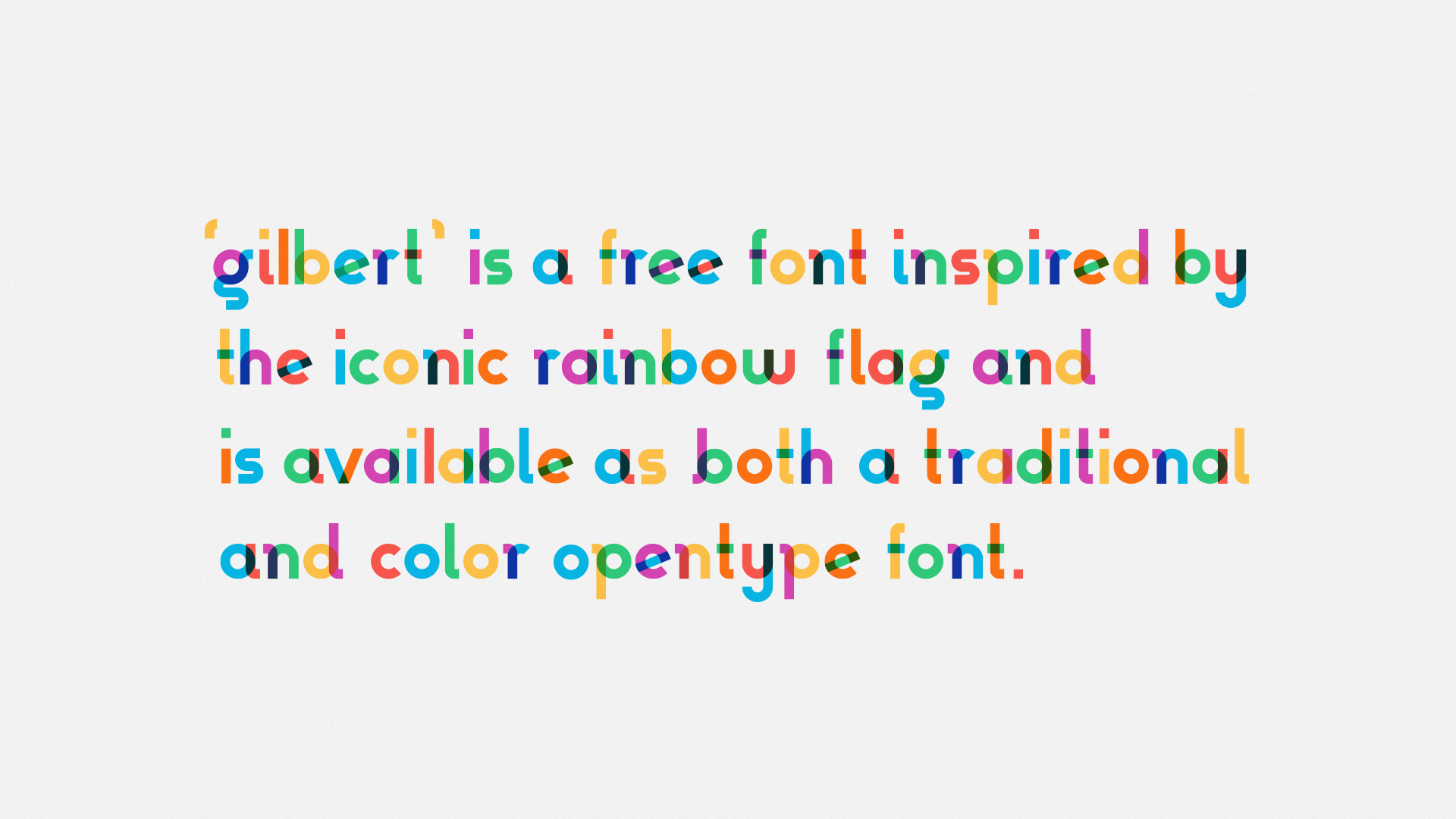
Exemple d’utilisation de la police d’écriture Gilbert.